# Groß Düngen
Groß Düngen è una località della Bassa Sassonia, in Germania.
Municipalità autonoma fino al 1966, è stato fuso con altri centri vicini per formare il municipio di Düngen. Il 1º marzo 1974 è diventata frazione di Bad Salzdetfurth.